# World Championship Tennis Finals 1973
World Championship Tennis Finals 1973 byl třetí ročník tenisového turnaje WCT Finals, pořádaný jako závěrečná událost mužského okruhu World Championship Tennis. Probíhal mezi 7. až 13. květnem na koberci dallaské haly Memorial Auditorium.
Do turnaje s rozpočtem 100 000 dolarů se kvalifikovalo osm nejlepších tenistů okruhu WCT 1973. Do finále poprvé postoupili zástupci amerického tenisu. Vítězem se stal Stan Smith, když ve finále přehrál Arthura Ashe ve čtyřech setech. Připsal si tak devátý titul v probíhající sezóně a celkově třicátý šestý v kariéře.

## Finále

### Mužská dvouhra
Stan Smith vs.  Arthur Ashe, 6–3, 6–3, 4–6, 6–4